# Comité pour l'investissement étranger aux États-Unis
Le Comité pour l'investissement étranger aux États-Unis (Committee on Foreign Investment in the United States, CFIUS) est une organisation interministérielle de l'administration américaine chargée d'analyser les acquisitions d'entreprises aux États-Unis par des compagnies étrangères du point de vue de la sécurité nationale. Créé en 1975, il est composé de 11 agences fédérales, incluant le département du Trésor qui l'administre, les départements de la Défense, et du Commerce, de même que le département de la Sécurité intérieure.
Il a été impliqué dans la « restriction des ventes d'ordinateurs avancés à une liste importante de pays, de la Chine à l'Iran ». Même les accords entre des compagnies américaines et provenant de pays amis sont sujets à une analyse du CFIUS, comme l'acquisition par BAE Systems de United Defense début 2005.
Néanmoins, la vaste majorité des transactions soumises au CFIUS est approuvée sans difficulté.

## Cas traités
Quelques cas importants :
- L'acquisition par Lenovo de la division PC et portable de IBM (2005)
- La tentative d'achat par CNOOC de Unocal (2005)
- La fusion entre Alcatel et Lucent donnant naissance au groupe Alcatel-Lucent (2006)[1]
- L'acquisition d'Alcatel-Lucent par Nokia (2015) menant à sa disparition[2]
- Le rachat de l'application de rencontres homosexuelles Grindr par l'entreprise chinoise de jeux vidéo Beijing Kunlun Tech Co Ltd. (2018), en raison des données personnelles très sensibles recueillies par l'application, notamment la géolocalisation, les messages, et le statut d'infection au VIH. Le gouvernement américain craint notamment que Pékin utilise des informations personnelles pour influencer des responsables américains[3]. Un délai de revente est fixé à juin 2020[4],[5]. Il s'agirait du premier cas soulevé par le CFIUS dans lequel les États-Unis affirme que le contrôle étranger d'une application de réseautage social pourrait avoir des conséquences sur la sécurité nationale[6]. De son siège californien, l'entreprise dément tout moyen de pression par l'usage de son application : « aucun élément n'est transféré vers notre maison mère »[5]. L'entreprise est cependant soumise aux conséquences de la guerre économique entre la Chine et les États-Unis, ce qui explique que le CFIUS bloque de plus en plus de dossiers[5].
- Le rachat de la plateforme de partage de vidéos Musical.ly, devenue ensuite TikTok[7], par l'entreprise chinoise de réseaux sociaux et jeux vidéos ByteDance (2017)[8], en raison des données personnelles sensibles collectées par l'application et de son potentiel d'utilisation par le gouvernement chinois à des fins de censure et de désinformation. Le cas est ouvert autour de novembre 2019[9]. Un accord serait en cours de négociation et voué à adoption selon les annonces de la COO Vanessa Pappas faites lors de son audition au Sénat américain en septembre 2022[10].